# Alessandro Borghese - Celebrity Chef (prima edizione)
La prima edizione di Alessandro Borghese - Celebrity Chef è stata divisa in due parti.
La prima è andata in onda dal 2 maggio al 17 giugno 2022 su TV8 dal lunedì al venerdì in access prime time, per un totale di 29 puntate.
La seconda parte è andata in onda dal 5 settembre al 17 ottobre 2022 su TV8 dal lunedì al venerdì nella fascia preserale per un totale di 31 puntate.
Questa stagione è stata poi replicata interamente nella fascia preserale.

## Puntate e ascolti

### Prima parte
| Puntata | Messa in onda  | Sfidanti               | Sfidanti                     | Ascolti TV     | Ascolti TV |
| Puntata | Messa in onda  | Sfidanti               | Sfidanti                     | Telespettatori | Share      |
| ------- | -------------- | ---------------------- | ---------------------------- | -------------- | ---------- |
| 1       | 2 maggio 2022  | Jake La Furia          | Aurora Ramazzotti            | 560.000        | 2,6%       |
| 2       | 3 maggio 2022  | Marco Maddaloni        | Debora Villa                 | 504.000        | 2,4%       |
| 3       | 4 maggio 2022  | Edoardo Stoppa         | Juliana Moreira              | 497.000        | 2,5%       |
| 4       | 6 maggio 2022  | Andrea Lo Cicero       | Brenda Lodigiani             | 429.000        | 2,1%       |
| 5       | 9 maggio 2022  | Nicolò De Devitiis     | Jo Squillo                   | 401.000        | 1,9%       |
| 6       | 10 maggio 2022 | Alberto Malanchino     | Lodovica Comello             | 379.000        | 1,8%       |
| 7       | 11 maggio 2022 | Enrico Bertolino       | Melissa Satta                | 371.000        | 1,7%       |
| 8       | 12 maggio 2022 | Guillermo Mariotto     | Maddalena Corvaglia          | 406.000        | 2,0%       |
| 9       | 13 maggio 2022 | Enzo Miccio            | Giulia Salemi                | 414.000        | 2,2%       |
| 10      | 16 maggio 2022 | Natasha Stefanenko     | Alvise Rigo                  | 482.000        | 2,3%       |
| 11      | 17 maggio 2022 | Margherita Granbassi   | Giovanni Ciacci              | 414.000        | 2,1%       |
| 12      | 19 maggio 2022 | Giorgia Palmas         | Filippo Magnini              | 399.000        | 2,1%       |
| 13      | 20 maggio 2022 | Barù                   | Fatima Trotta                | 362.000        | 2,0%       |
| 14      | 24 maggio 2022 | Alex Schwazer          | Barbara Foria                | 411.000        | 2,1%       |
| 15      | 26 maggio 2022 | Paolo Ruffini          | Max Pisu                     | 371.000        | 2,0%       |
| 16      | 27 maggio 2022 | Corrado Nuzzo          | Maria Di Biase               | 397.000        | 2,2%       |
| 17      | 30 maggio 2022 | Simone Morandi         | Antonella Elia               | 442.000        | 2,3%       |
| 18      | 31 maggio 2022 | Francesco Monte        | Valeria Graci                | 402.000        | 2,2%       |
| 19      | 1º giugno 2022 | Cristiano Caccamo      | Vladimir Luxuria             | 376.000        | 2,1%       |
| 20      | 2 giugno 2022  | Francesco De Carlo     | Alessia Mancini              | 358.000        | 2,2%       |
| 21      | 3 giugno 2022  | Eleonora Pedron        | Gianluca "Scintilla" Fubelli | 414.000        | 2,9%       |
| 22      | 6 giugno 2022  | Barbara Bouchet        | Corinne Cléry                | 506.000        | 2,9%       |
| 23      | 7 giugno 2022  | Nicola Ventola         | Ignazio Moser                | 359.000        | 1,9%       |
| 24      | 8 giugno 2022  | Francesco Pannofino    | Nicole Rossi                 | 526.000        | 2,9%       |
| 25      | 9 giugno 2022  | Roberto Farnesi        | Luca Capuano                 | 326.000        | 1,9%       |
| 26      | 14 giugno 2022 | Giorgio Mastrota       | Costanza Caracciolo          | 321.000        | 1,7%       |
| 27      | 15 giugno 2022 | Gianmarco Pozzoli      | Alice Mangione               | 411.000        | 2,4%       |
| 28      | 16 giugno 2022 | Bianca Atzei           | Stefano Corti                | 429.000        | 2,6%       |
| 29      | 17 giugno 2022 | Gianluca "Fru" Colucci | Aurora Leone                 | 397.000        | 2,5%       |

### Seconda parte
| Puntata | Messa in onda     | Sfidanti             | Sfidanti            | Ascolti TV     | Ascolti TV |
| Puntata | Messa in onda     | Sfidanti             | Sfidanti            | Telespettatori | Share      |
| ------- | ----------------- | -------------------- | ------------------- | -------------- | ---------- |
| 30      | 5 settembre 2022  | Victoria Cabello     | Paride Vitale       | 236.000        | 1,7%       |
| 31      | 6 settembre 2022  | Barbara Alberti      | Serena Garitta      | 264.000        | 1.9%       |
| 32      | 7 settembre 2022  | Giovanni Vernia      | Veronica Ruggeri    | 249.000        | 1,8%       |
| 33      | 8 settembre 2022  | Jonathan Kashanian   | Deborah Compagnoni  | 219.000        | 1,4%       |
| 34      | 9 settembre 2022  | Andrea Fumagalli     | Valentina Persia    | 242.000        | 1,8%       |
| 35      | 12 settembre 2022 | Diletta Leotta       | Daniele Battaglia   | 350.000        | 2,3%       |
| 36      | 13 settembre 2022 | Chiara Francini      | Memo Remigi         | 331.000        | 2,2%       |
| 37      | 14 settembre 2022 | Giulia Bevilacqua    | Gianluca Impastato  | 369.000        | 2,4%       |
| 38      | 15 settembre 2022 | Rita Rusic           | Cristiano Di Luzio  | 344.000        | 2,2%       |
| 39      | 16 settembre 2022 | Moreno               | Pupo                | 267.000        | 1,9%       |
| 40      | 19 settembre 2022 | Luca Onestini        | Gianmarco Onestini  | 320.000        | 2,0%       |
| 41      | 20 settembre 2022 | Andrea Pinna         | Anna Falchi         | 295.000        | 1,9%       |
| 42      | 21 settembre 2022 | Guglielmo Scilla     | Raul Cremona        | 309.000        | 1,9%       |
| 43      | 22 settembre 2022 | Paolo Ciavarro       | Clizia Incorvaia    | 384.000        | 2,3%       |
| 44      | 23 settembre 2022 | Francesco Paolantoni | Maurizio Casagrande | 304.000        | 2,0%       |
| 45      | 26 settembre 2022 | Filippo Bisciglia    | Pamela Camassa      | 278.000        | 1,6%       |
| 46      | 27 settembre 2022 | Soleil Sorge         | Dayane Mello        | 274.000        | 1,6%       |
| 47      | 28 settembre 2022 | Valeria Marini       | Pierpaolo Pretelli  | 309.000        | 1.9%       |
| 48      | 29 settembre 2022 | Pierpaolo Spollon    | Francesca Baraghini | 308.000        | 1,8%       |
| 49      | 30 settembre 2022 | Guido Meda           | Giacomo Agostini    | 347.000        | 2,1%       |
| 50      | 3 ottobre 2022    | Max Angioni          | Giampiero Mughini   | 389.000        | 2,3%       |
| 51      | 4 ottobre 2022    | Martina Colombari    | Syria               | 333.000        | 2,0%       |
| 52      | 5 ottobre 2022    | Diego Passoni        | Alessio Viola       | 375.000        | 2,2%       |
| 53      | 6 ottobre 2022    | Matteo Diamante      | Justine Mattera     | 357.000        | 2,1%       |
| 54      | 7 ottobre 2022    | Awed                 | Marisa Laurito      | 349.000        | 2,1%       |
| 55      | 10 ottobre 2022   | Carmen Russo         | Nino Formicola      | 449.000        | 2,6%       |
| 56      | 11 ottobre 2022   | Eva Grimaldi         | Imma Battaglia      | 365.000        | 2,1%       |
| 57      | 12 ottobre 2022   | Max Giusti           | Danilo Da Fiumicino | 339.000        | 1,9%       |
| 58      | 13 ottobre 2022   | Cecilia Rodriguez    | Paola Marella       | 381.000        | 2,1%       |
| 59      | 14 ottobre 2022   | Francesco Cicchella  | Leonardo Manera     | 336.000        | 2,1%       |
| 60      | 17 ottobre 2022   | Violante Placido     | Laerte Pappalardo   | 365.000        | 2,1%       |